# Jílovské tisy
Jílovské tisy jsou přírodní památka jižně od města Jílové v okrese Děčín. Oblast spravuje AOPK ČR Správa CHKO České středohoří. Důvodem ochrany jsou lesní společenstva na příkrém svahu znělcového vrchu Výrovna s bohatým výskytem tisu červeného (Taxus baccata), který zde přirozenou cestou zmlazuje.

## Fotogalerie

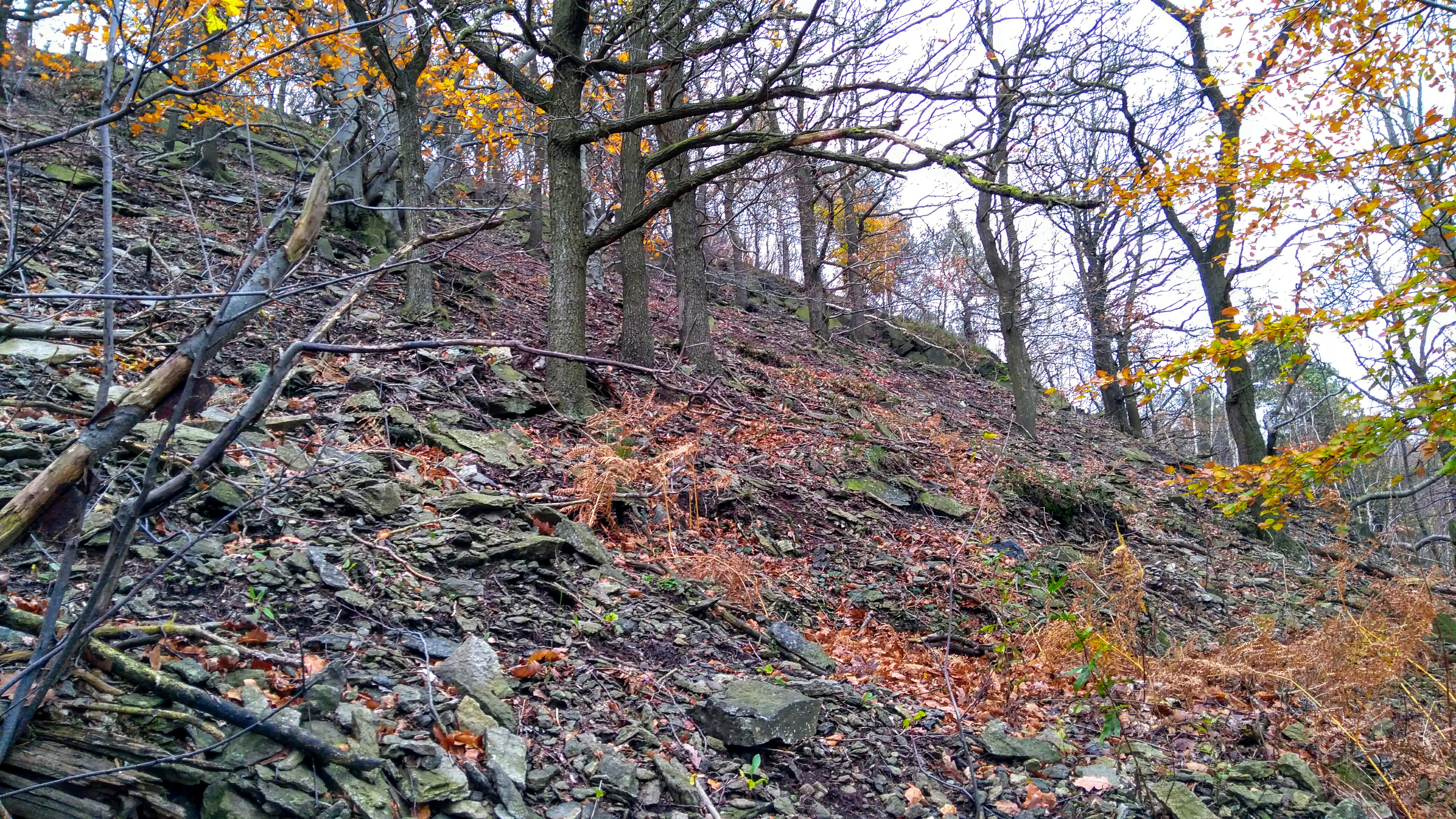
Suťový svah v jižní části PP.
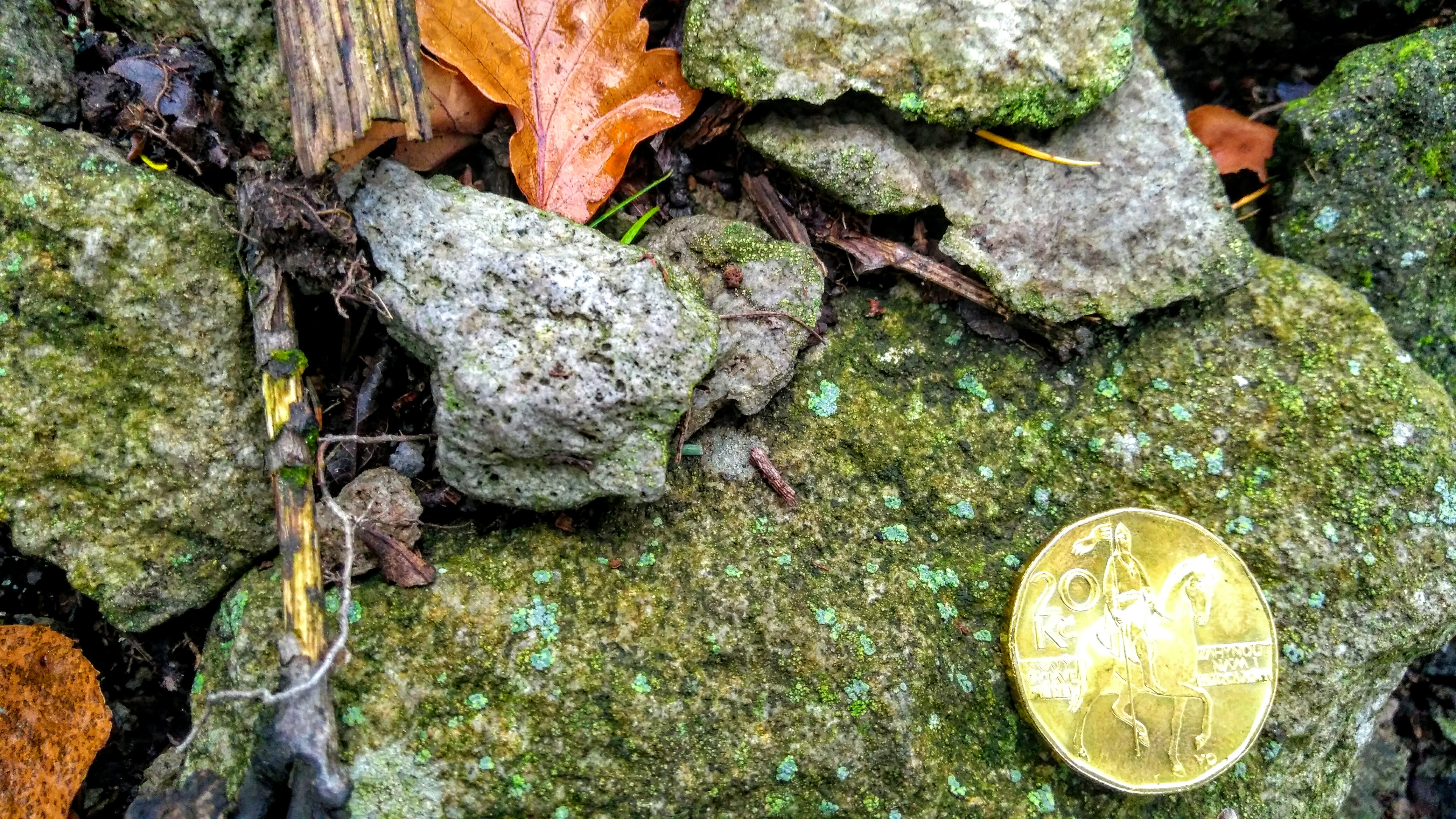
Detailní pohled na horniny svahu (obr. 4).
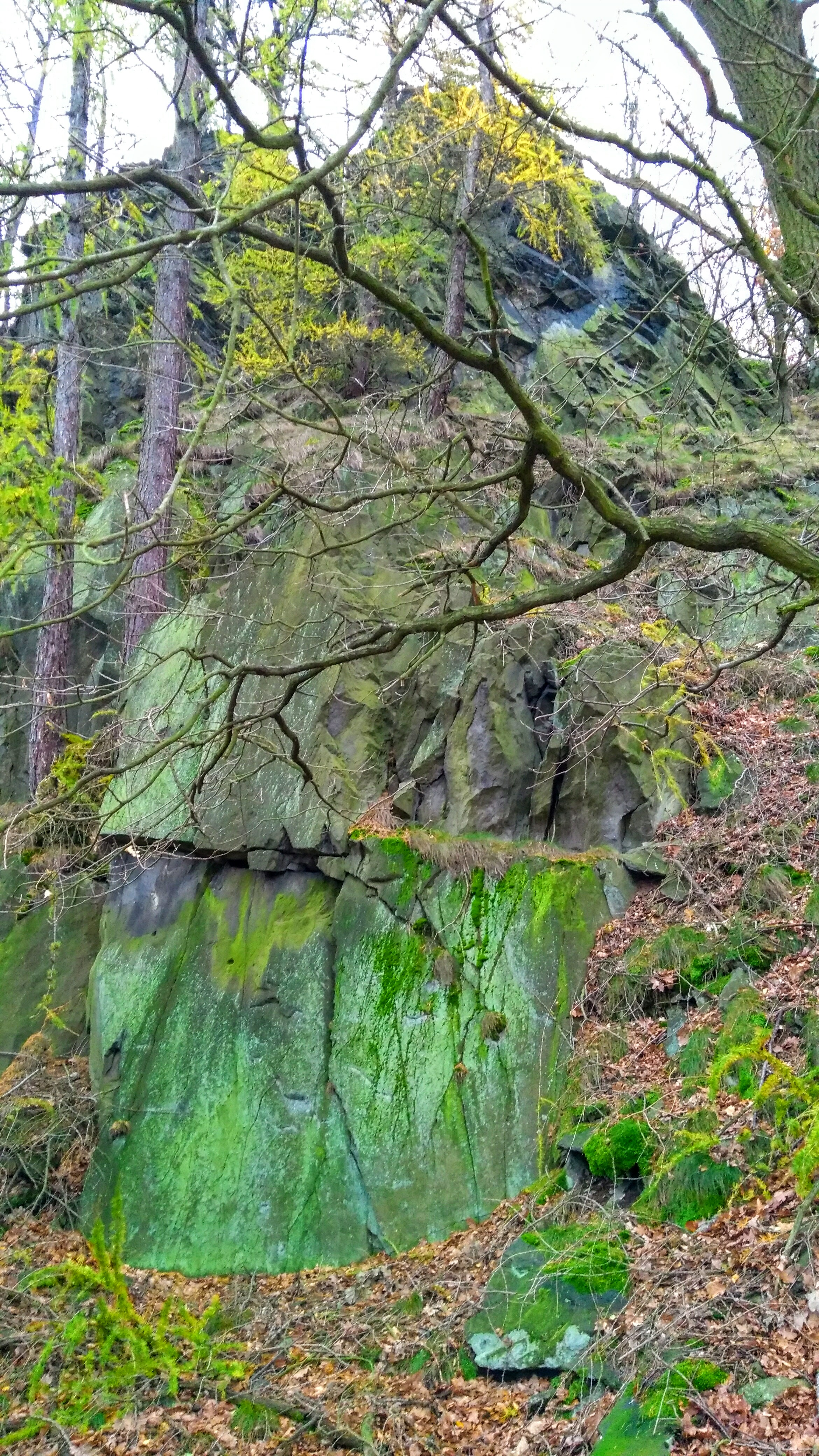
Skalní útvar.
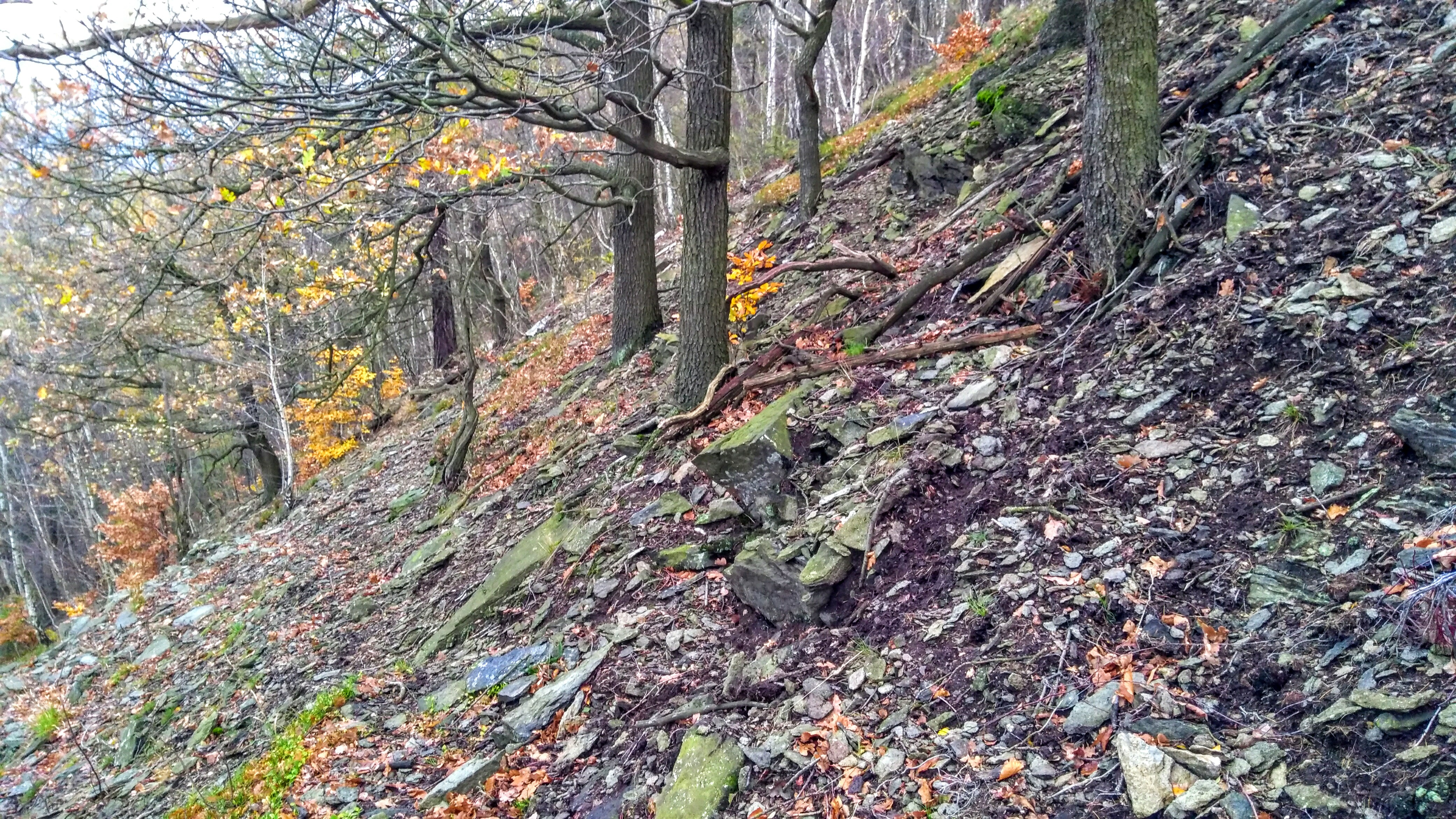
Suťový svah s jeho viditelným sklonem.